# Нейрин
Нейрин — це алкалоїд, який міститься в яєчному жовтку, мозку, жовчі та в трупах. Утворюється при гнитті біологічних тканин шляхом дегідратації холіну. Отруйна сиропоподібна рідина з рибним запахом.
Нейрин — це четвертинна амонієва сіль з трьома метильними групами та однією вініловою групою, приєднаною до атома азоту. Синтетично нейрин можна одержати реакцією ацетилену з триметиламіном. Нейрин нестабільний і легко розкладається з утворенням триметиламіну.